# Fcα-Rezeptor
Immunoglobulin-α-Fc-Rezeptor (FcαR, synonym CD89) ist ein Oberflächenprotein aus der Gruppe der Fc-Rezeptoren und beteiligt an der Immunantwort in den Schleimhäuten.

## Eigenschaften
FcαR bindet die Fc-Region von Antikörpern des Typs Immunglobulin A. Er kommt in verschiedenen Geweben in unterschiedlichen Isoformen vor (Isoformen A.1, A.2 und A.3). Isoform A.1, A.2 und A.3 werden von Monozyten gebildet. Isoformen A.1 und A.2 kommen in alveolaren Makrophagen vor, jedoch nur eine auf der Zelloberfläche. In Neutrophilen führt eine Rezeptorbindung zu einer Aktivierung, der Bildung von Zytokinen und der Sekretion von NETs. FcαR ist glykosyliert. In Anwesenheit von manchen Zytokinen steigt die Avidität des FcαR für Immunglobulin A durch auswärtige Signaltransduktion. Weiterhin bindet FCAR an FCGR1A.
Eine übermäßige Aktivierung kann zu einer Immunpathogenese führen, z. B. autoimmune IgA blistering diseases (ein Subtyp der rheumatoiden Arthritis) und ulzerative Colitis.
Manche pathogene Bakterien produzieren Proteine zur Bindung von Immunglobulin A (z. B. Protein A) und somit zur kompetitiven Hemmung des FcαR.